# Josef Guttmann
Josef Guttmann (* 23. Mai 1902 in Tábor; † 1958 in den USA) war tschechoslowakischer linksgerichteter Journalist und Politiker jüdischer Abstammung. Als Mitglied der Kommunistischen Partei der Tschechoslowakei (KSČ) kritisierte er scharf die Moskauer Prozesse der 1930er Jahre und wurde aus der Partei ausgeschlossen.

## Politisches Wirken
Guttmann war Mitglied der KSČ Ende der 1920er Jahre, zu einer Zeit also, als nicht nur in dieser Partei die Phase der sogenannten Bolschewisierung durchlief, also ein Prozess der ideologischen Angleichung an die offizielle Linie der KPdSU und der Komintern. Er wurde zum führenden Funktionär der Partei unter der Führung von Klement Gottwald. Am 2. November 1928 wurde er ins Politbüro aufgenommen und als solcher zuletzt am VI. Parteitag der KSČ im März 1931 bestätigt. Bis zu seiner Entlassung 1933 war er Chefredakteur der Parteizeitung Rudé právo.
Der Versuch einer Abkehr von der Politik der KPdSU geschah im Juni 1932 in der Frage der Beurteilung der Sozialdemokratie insbesondere hinsichtlich der Faschismusgefahr in Deutschland. Die KSČ orientierte sich an der Politik der sogenannten Einheitsfront, während das Exekutivkomitees der Kommunistischen Internationale (EKKI) seit Juli 1929 die Sozialfaschismusthese vertrat. Guttmann, damals bereits der zweitmächtigste Mann in der Partei neben dem Generalsekretär Gottwald, kritisierte die deutschen Kommunisten scharf, weil sie eine Einheitsfront mit der deutschen Sozialdemokratie verhinderten.
Die KSČ berief sich auf ihre Erfahrungen mit der tschechoslowakischen Sozialdemokratie ČSSD, insbesondere auf den gemeinsamen Kampf gegen die stark gewordenen sudetendeutschen Sozialnationalisten in Konrad Henleins Sudetendeutschen Heimatfront. Auf dem XII. Plenum des EKKI (vom 27. August bis 15. September 1932) gipfelten diese Gegensätze in einem Konflikt zwischen Guttmann und Ulbricht, der als „Guttmann-Affäre“ bekannt wurde.
Guttmann verlor seinen Posten in der Parteizeitung und wurde 1933 aus der Partei als trotzkistischer Abweichler ausgeschlossen. Kurze Zeit später wurde er bekannt als ein scharfer Kritiker der stalinschen Prozesse in Moskau, besonders durch zwei zusammen mit Záviš Kalandra geschriebene Veröffentlichungen „Odhalené tajemství moskevského procesu“ (Das enthüllte Geheimnis des Moskauer Prozesses) und „Druhý moskevský proces“ (Der zweite Moskauer Prozess). 1937 und 1938 versuchte er ebenfalls mit Kalandra eine Alternativzeitung zur stalintreuen Presse der Partei aufzubauen, entschloss sich jedoch zu Emigration und reiste 1939 in die USA, wo er als Rundfunkredakteur arbeitete.
Guttmann beschäftigte sich privat mit der jüdischen Geschichte und mit dem Völkermord an den Armeniern in der Türkei, worüber er einige Abhandlungen in den Vereinigten Staaten verfasste und diese mit der Shoah verglich.

## Werke
- Kdo jsou a co chtějí likvidátoři, Carl Hoym Nachf., Louis Cahnbley, Hamburg / Berlin 1929
- Odhalené tajemství moskevského procesu (zus. mit Záviš Kalandra), (Selbstverlag) Záviš Kalandra, Praha [1936]
- Proč je pětiletka pro nás vzorem. Polemika s panem Peroutkou, K. Borecký, Praha 1932
- Základy Marxovy nauky hospodářské, Komunistické nakl. a knihkupectví, Praha 1925

- Odhalené tajemství moskevského procesu (Das enthüllte Geheimnis des Moskauer Prozesses) – Streitschrift, zusammen mit Záviš Kalandra, Praha 1936
- Druhý moskevský proces (Der zweite Moskauer Prozess) – Streitschrift, zusammen mit Záviš Kalandra, Praha 1937